# Mária Topolčanská
Mária Topolčanská (Piešťany, 2 de enero de 1973) es una arquitecta, crítica de arquitectura y profesora de arquitectura y cultura urbana eslovaca.

## Biografía
Graduada en Arquitectura en la Universidad Tecnológica Eslovaca de Bratislava (STU, 'Slovenská technická univerzita v Bratislave'), cursó el máster Metrópolis en arquitectura y cultura urbana en la Universidad Politécnica de Cataluña en 2001. Ha sido investigadora del Instituto de Construcción y Arquitectura en la Academia Eslovaca de Ciencias de Bratislava entre 2003 y 2014 y realiza actividades educadoras en la STU. Es coautora de los libros: Bratislava, Atlas of Mass Housing y Modern and / or Totalitarian in the Architecture of the 20th Century in Slovakia. Además es fundadora y editora de 'Fakecine. Fake Cities / True Stories', una publicación digital de aprendizaje. En su investigación independiente con base en Praga se ha centrado en estudios comparativos entre la arquitectura checa y eslovaca, sobre todo en discursos críticos, educación y espacio público después de la transición. Participó en la Bienal de Arquitectura de Venecia de 2004 y es miembro del comité de expertos del Premio Europeo del Espacio Público Urbano.